# Acordul de la Belfast
Acordul de la Belfast (în engleză Belfast Agreement, irlandeză Comhaontú Bhéal Feirste) sau Acordul din Vinerea Mare (în engleză Good Friday Agreement, irlandeză Comhaontú Aoine an Chéasta) a fost un moment de referință în procesul de pace din Irlanda de Nord. Prin el a fost înființată Adunarea Irlandei de Nord, cu puteri legislative locale, și a marcat reducerea violențelor cauzate de problema irlandeză. El a fost semnat la Belfast la 10 aprilie 1998 (în Vinerea Mare) de către guvernele britanic și irlandez și a fost susținut de majoritatea partidelor politice nord-irlandeze. La 23 mai 1998 acordul a fost aprobat de alegătorii nord-irlandezi prin referendum. În aceeași zi alegătorii din Republica Irlanda au votat într-un referendum separat pentru modificarea constituției în conformitate cu acest acord. Partidul Democrat Unionist (DUP) a fost singurul mare partid care s-a opus acordului, care a intrat în vigoare la 2 decembrie 1999.

## Conținut
Principalele prevederi ale tratatului au fost:
- Principiul că orice modificare a statutului constituțional al Irlandei de Nord se va face doar cu aprobarea prin votul majorității cetățenilor Republicii Irlanda și ai Irlandei de Nord;
- Angajamentul tuturor părților de a utiliza exclusiv mijloace pașnice și democratice;
- Înființarea unei Adunări a Irlandei de Nord însărcinată cu adoptarea legislației de interes regional;
- Principiul intercomunitar, prin care orice decizie majoră luată de Adunare se va adopta doar cu acordul exprimat prin vot al ambelor comunități (catolici și protestanți);[4]
- Înființarea unui executiv al Irlandei de Nord în care posturile ministeriale se alocă prin metoda d'Hondt principalelor partide;
- Abolirea revendicării teritoriale asupra Irlandei de Nord de către Republica Irlanda prin modificarea articolelor 2 și 3 ale constituției acestei țări. Ca urmare, revendicarea teritorială existentă de la 29 decembrie 1937 a fost eliminată la 2 decembrie 1999;[2]
- Anularea de către Parlamentul britanic a Legii Guvernării Irlandei din 1920;[5]
- Înființarea unui Consiliu Ministerial Nord-Sud și a Corpurilor de Implementare Nord-Sud pentru a îmbunătăți cooperarea transfrontalieră în diverse politici și programe;
- Înființarea unei Conferințe Interguvernamentale britanico-irlandeze (în locul fostei Conferințe Interguvernamentale Anglo-Irlandeze, înființată prin acordul anglo-irlandez),[6] prin care Irlanda a primit rol consultativ în problemele generale ale regiunii.[7]
- Înființarea unui consiliu britanico-irlandez, compus din reprezentanți ai guvernului Irlandei, precum și ai Regatului Unit, Scoției, Țării Galilor, Irlandei de Nord, insulelor Guernsey, Jersey și Man;
- Eliberarea condiționată în termen de doi ani a prizonierilor paramilitari ce aparțin organizațiilor ce respectă încetarea focului.
- Înființarea Comisiei Nord-irlandeze pentru Drepturile Omului.
- Dezarmarea în termen de doi ani a organizațiilor paramilitare;
- Introducerea de legi pentru promovarea egalității de șanse în administrația publică din Irlanda de Nord
- Demilitarizarea, încetarea Operațiunii Banner și retragerea armatei britanice din Irlanda de Nord până la nivelul unei prezențe normale pe timp de pace;[8]
- Reformarea poliției de către Comisia Independență privind Poliția Irlandei de Nord;
- Recunoașterea dreptului tuturor locuitorilor Irlandei de Nord de a se identifica și de a fi acceptați ca irlandezi, ca britanici sau ca ambele, după cum doresc;
- Confirmarea dreptului de a deține cetățenie dublă, irlandeză și britanică, de către ambele guverne, indiferent de viitoarele modificări ale statutului Irlandei de Nord.
- Acceptarea utilizării de către fiecare țară în documente oficiale a numelui complet și autoasumat de către cealaltă, și anume „Regatul Unit al Marii Britanii și al Irlandei de Nord” și „Irlanda”, în locul practicii anterioare „Regatul Unit”, respectiv „Republica Irlandei”.[9]

Formulările vagi ale unor articole (descrise ca „ambiguitate constructivă”), care au ajutat la asigurarea acceptării acordului la momentul respectiv, au servit la amânarea dezbaterii unor probleme mai delicate — în principal dezarmarea organizațiilor paramilitare, reformarea poliției și normalizarea. Data de mai 2000 a fost stabilită ca dată-limită a dezarmării tuturor grupărilor paramilitare. Aceasta nu s-a realizat la timp și a amânat înființarea Adunării și executivului, din cauza acuzațiilor unioniștilor că unul dintre principalele partide ale Adunării, Sinn Féin ar avea legături cu gruparea paramilitară Armata Republicană Irlandeză Provizorie (IRA). Unioniștii au refuzat, astfel, să împartă puterea cu acest partid cât timp IRA rămânea înarmată. În septembrie 2005, IRA a predat toate armele eliminând motivul pentru contestarea intențiilor partidului Sinn Féin.